# The Range Rider
The Range Rider llamada "Jinetes de la Pradera"es una serie de televisión norteamericana de los años 1951-53, interpretada por Jock Mahoney.

## Argumento
Jock Mahoney interpretó el personaje  en 79 episodios de 30 minutos, junto con su socio Dick West  interpretado por Dick Jones, más tarde estrella de la serie Buffalo Bill Jr. El  Range Rider y su reputación de imparcialidad, capacidad de lucha y la precisión con sus armas era muy conocido, incluso por los indios. Mahoney mucho más alto que Jones dando la idea de que Dick era prácticamente un hijo.
El espectáculo fue una producción de Gene Autry Productions y fue también el productor ejecutivo.

## Elenco
- Jock Mahoney: The Range Rider
- Dick Jones: Dick West
- Bob Woodward: Henchman
- Stanley Andrews: Sheriff